# Slepotice
Slepotice – wieś i gmina w Czechach, w powiecie Pardubice, w kraju pardubickim.
1 stycznia 2017 gminę zamieszkiwało 446 osób, a ich średni wiek wynosił 41,7 roku.